# Cola del Burro

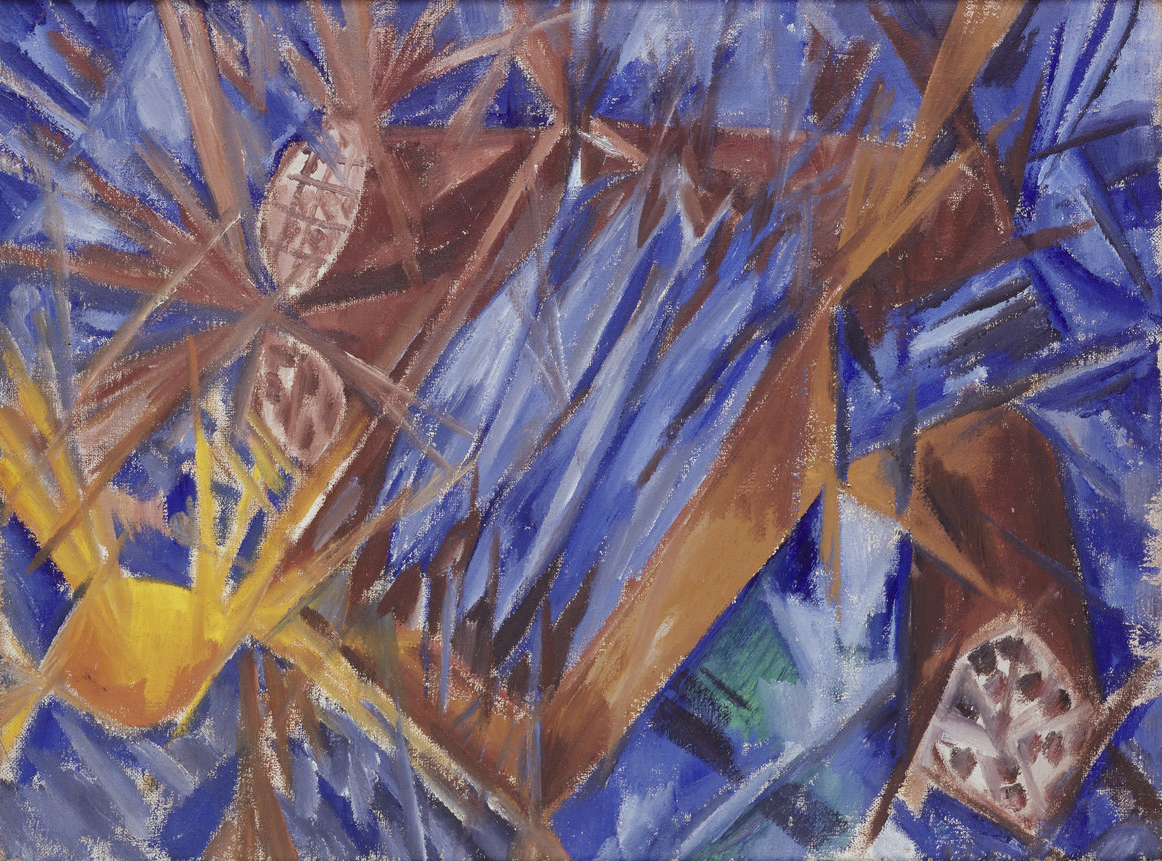
Mijaíl Lariónov, Salchichas Rayonistas y Caballa, 1912)

La Cola del Burro (en ruso "Ослиный хвост", "Oslini jvost") es un movimiento pictórico creado por los miembros más radicales del grupo Sota de Diamantes. El grupo incluía a pintores como: Mijaíl Lariónov (inventor del nombre), Natalia Goncharova, Kazimir Malevich, Marc Chagall y Aleksandr Shevchenko. El grupo, según Gino Severini en su autobiografía, era futurista 

## La invención de La Sota de Diamantes por Larionov
Con la aspiración de consolidar su liderazgo dentro de la vanguardia rusa, Mijaíl Larionov y Natalia Goncharova se convirtieron en organizadores clave de varios grupos artísticos de vanguardia de las tendencias más radicales. En 1907, junto con los hermanos David y Vladimir Burliuk, crearon el grupo "Venok-Stefanos". Cuando este perdió su potencial, Larionov decidió consolidar sus recursos con otros grupos de vanguardia radical: la "Nueva Asociación de Arte de Múnich" de Vasili Kandinsky y el grupo de cezanistas y fauvistas rusos liderado por Piotr Konchalovsky, Iliá Mashkov y Aristarj Lentulov, quien había sido expulsado de la Escuela de Pintura, Escultura y Arquitectura de Moscú en 1909 junto con otros 63 estudiantes por sus inclinaciones artísticas radicales, lo que inquietó a sus educadores conservadores. 
Se unieron en un grupo con el provocativo nombre de Sota de Diamantes, inventado por Mijaíl Lariónov (posteriormente, Aristarj Lentulov afirmó en sus memorias que habían inventado este nombre conjuntamente con Larionov), que en la tradición rusa significaba “rebelión, desobediencia, desafío, audacia y energía juvenil”, una ruptura total con todo lo existente en el ámbito de la pintura de la época. Según Alexander V. Kuprin, Mijaíl Larionov también valoraba las connotaciones que el término “valet de carreau” tenía en Francia desde su primera aparición en “Le Dépit amoureux” de Molière en 1656, que implicaba “estafador, pícaro”, ya que enfatizaba sutilmente la actitud irónicamente atrevida de las “sotas de diamantes” rusas modernas hacia las escuelas de arte establecidas. 

## Larionov se desata e inventa Cola del Burro
Sin embargo, el salón de la Casa Levisson en Moscú, alquilado para la primera exposición inaugural de "La Sota de Diamantes", resultó ser demasiado pequeño para ofrecer suficiente espacio a los 38 participantes. Esto se agravó aún más cuando Ilya Mashkov trajo un autorretrato gigante de él mismo y Piotr Konchalovsky, lo que provocó la ira de Mijaíl Larionov, quien se quejó de que ese enorme lienzo ocupaba el lugar destinado a sus tres o incluso cuatro pinturas. 
Mijaíl Lariónov, cada vez más irritado por la creciente atención del público y la crítica a las pinturas de Piotr Konchalovsky e Iliá Mashkov, en detrimento de los lienzos de Lariónov y los de Natalia Goncharova, siendo él mismo quien inventó el concepto de la Exposición y acuñó el nombre de «La Sota de Diamantes», utilizó esto como pretexto para provocar un conflicto abierto con el grupo Konchalovsky-Mashkov-Lentulov. El 20 de diciembre de 1910, Lariónov y varios de sus seguidores entraron en la exposición y comenzaron a retirar sus cuadros de las paredes de forma ostentosa. Lentulov logró resolver el conflicto, pero el 3 de enero de 1911, dos semanas antes del cierre de la exposición, Mijaíl Lariónov anunció en la prensa que ya había roto con la “Sota de Diamantes” y estaba preparando una nueva exposición de su nuevo grupo en la próxima temporada de 1911/1912, que llevará el nombre de Cola del Burro. 

## Etimología del nombre "Cola del Burro"
El nombre "Cola del Burro" se eligió porque se asociaba con un incidente ocurrido en el Salón de los Independientes de París en marzo de 1910, cuando un grupo de mistificadores, tras haber "calentado" al público con los manifiestos del inexistente "artista Joachim-Raphaël Boronali" (anagrama de la palabra francesa "aliboron" — burro), expuso la pintura abstracta "Y el sol se durmió sobre el Adriático", supuestamente pintada con la cola de un burro llamado Lolo, propiedad de Frederic Gerard, dueño del café "Le Lapin Agile" en Montmartre.
A los artistas de vanguardia rusos les gustó este incidente. Al famoso realista Iliá Repin también le gustó y, con su estilo polémico, utilizó los detalles del incidente parisino en su artículo crítico sobre los artistas innovadores franceses y rusos presentados en San Petersburgo en el Primer Salón de Izdebsky, escribiendo: «Ataron un pincel a la cola de un burro, le pusieron una paleta con pinturas y un lienzo debajo. Le dieron de comer algo sabroso: meneó la cola con placer, y apareció un cuadro de Cézanne». 
Mijaíl Larionov declaró: «La prensa amarillista armó un escándalo por este incidente. Ahora nos toca el reto. Los espectadores creen que pintamos con cola de burro, así que seamos cola de burro para ellos». 
Pero a pesar de que Larionov anunció la próxima exposición “Cola del burro” durante la primera exposición inaugural de la Sota de Diamantes en enero de 1911, los preparativos para la exposición se prolongaron durante más de un año y aún no habían terminado. Como resultado, la Sota de Diamantes logró preparar su exposición primero, presentándola del 23 de enero al 26 de febrero de 1912. Por ello, Larionov no tuvo más remedio que lanzar una ofensiva propagandística prematura contra el grupo de la Sota de Diamantes el 11 de diciembre de 1911 en el periódico "Voz de Moscú", donde desprestigió los logros de sus recientes camaradas, llamándolos despectivamente "realistas al estilo de Repin", recordando que fue él quien inventó el nombre "Sota de Diamantes" y expresó el lema de su nuevo grupo: "El público ya reconoce a la "Sota de Diamantes". Si bien somos absolutamente libres. Éramos "Sota de Diamantes". Este año seremos "Cola del Burro", el año que viene seremos "Blanco". No nos ata ni siquiera un nombre. Siempre jóvenes e independientes". 
Sin embargo, para adelantarse a la Sota de Diamantes, Larionov preparó apresuradamente una miniexposición de prueba del grupo en formación “Cola del Burro” en San Petersburgo, del 4 de enero al 12 de febrero de 1912, como parte de una "3.ª exposición de la Unión de la Juventud" más amplia. Su grupo participó con menos de la mitad de sus miembros registrados: Natalia Goncharova, Mijaíl Larionov, Kazimir Malévich, Alexéi Morgunov, Vladímir Tatlin, Artur Fonvizin y Aleksandr Shevchenko. Los críticos conservadores de San Petersburgo recibieron al nuevo grupo moscovita con indignación y sarcasmo: "¡Cola del Burro!", ¡es algo increíble! ¡Una especie de manicomio! 

## Primera Exposición de Cola del Burro en Moscú, del 11 de marzo al 8 de abril de 1912
La primera miniexposición de prueba de "Cola del Burro" en San Petersburgo allanó el camino para la exposición principal de "Cola del Burro" de 1912, donde Mijaíl Lariónov debía presentar su obra maestra a la Sota de Diamantes. Sin embargo, Lariónov no organizó su exposición simultáneamente con la de la Sota de Diamantes, que finalizó el 26 de febrero de 1912, para poder competir con ella personalmente, y expuso solo el 11 de marzo, medio mes después.
La exposición "Cola del Burro" se celebró en la sala de exposiciones de la Escuela de Pintura, Escultura y Arquitectura (calle Myasnitskaya, 21) y exhibió lienzos de Mijaíl Lariónov, Natalia Goncharova, Kazimir Malévich, Vladímir Tatlin, Aleksandr Shevchenko, Marc Chagall y Artur Fonvizin. Larionov también invitó a Olga Rozanova, Pavel Filonov e Ilya Shkolnik.
La primera exposición "Cola del Burro" se llevó a cabo en circunstancias desfavorables para Larionov y su grupo debido al gran éxito de la exposición "La Sota de Diamantes", ya que la Sota de Diamantes no solo presentó sus mejores lienzos, sino que también presentó al público los últimos logros de la pintura europea: obras de cubistas franceses, como Pablo Picasso, Georges Braque, Henri Matisse, André Derain, Robert Delaunay, improvisaciones abstractas de Wassily Kandinsky y de artistas alemanes de Der Blaue Reiter: August Macke, Franz Marc y Marianne von Werefkin. 
Para contrarrestar esta preponderancia, Larionov y Goncharova realizaron una gestión que les permitió tomar la iniciativa en la lucha por el interés público antes de la inauguración de su exposición. El 12 de febrero de 1912 irrumpieron en el Museo Politécnico, donde la Sota de Diamantes, bajo la dirección de Piotr Konchalovsky, debatía sobre el arte moderno. Larionov los atacó con la provocativa afirmación de que la Sota de Diamantes era conservadora y retrógrada. Tras la indignación del público, Mijaíl Larionov gritó: "¡Los franceses son geniales! ¡Las jotas de diamantes solo nos imitan a los franceses y a mí!". Y se marchó, golpeando el atril hasta que se rompió. Esto causó sensación en los periódicos, y los espectadores se mostraron ansiosos por ver lo que Cola del Burro les ofrecía. 

## Diferencias entre Cola del Burro y La Sota de Diamantes
La Sota de Diamantes se adhirió principalmente a los principios constructivos y plásticos del cezanismo, y empleó el lenguaje y las técnicas pictóricas de Cézanne principalmente para su expresión personal, empleando un conjunto limitado de formas (naturalezas muertas, paisajes arquitectónicos). Esta "Sota de Diamantes" copió el enfoque de Pablo Picasso, quien reprodujo repetidamente los mismos temas y formas en bodegones con una botella de vino y una cajetilla de tabaco, naturalezas muertas con una guitarra y un arlequín, demostrando la huella cambiante de su personalidad y técnica en ellos. 
Mijaíl Lariónov, Natalia Goncharova y Cola del Burro se adhirieron más al neoprimitivismo y al arte popular que a Cézanne, a quien consideraban demasiado refinado, y buscaron representar, ante todo, la vida popular: la vida de los campesinos, los soldados rasos y los habitantes pobres de las ciudades, así como lo que consideraban relevante para el pueblo ruso en un momento dado. En este sentido, paradójicamente, se acercaron a la filosofía realista de los «Peredvizhniki». 
También diferían en su actitud hacia Occidente: la Sota de Diamantes tenía una marcada orientación europea, y no era casualidad que se les llamara «los principales franceses rusos». Por ello, la abundancia de los mejores artistas occidentales en todas las exposiciones de la Sota de Diamantes ponía de relieve la relación orgánica entre la vanguardia rusa y europea. Por el contrario, Mijaíl Lariónov y Cola del Burro rechazaron radicalmente la influencia de Occidente en la pintura nacional rusa, declarando que esta se inclinaba más a tomar prestado de fuentes orientales, de grabados populares chinos, a veces japoneses, de miniaturas persas, de fuentes indias y tártaras. No fue casualidad que cuando el fundador del movimiento futurista, Filippo Tommaso Marinetti, llegó a Rusia en enero-febrero de 1914, Mijaíl Lariónov fuera grotescamente mal recibido, calificándolo de "futurista de segunda generación" y amenazando con "arrojarle huevos podridos a este renegado, verterle leche agria encima" durante sus conferencias. Lariónov, quien, junto con Natalia Goncharova y otros artistas, predicaba el novedoso "rayonismo", consideraba las ideas de Marinetti obsoletas y, por lo tanto, innecesarias. 
Cuando Larionov afirmó categóricamente que «Marinetti, que predica viejas tonterías, es banal y vulgar, apto solo para el público común y los seguidores más tontos», y tampoco reconoció a ningún crítico o maestro en el ámbito artístico, en realidad defendía la absoluta independencia y originalidad del arte ruso, y su lugar único en él. 
Irónicamente, como el grupo de Larionov era deliberadamente antioccidental y prooriental, los críticos rusos contemporáneos caracterizaron obstinadamente su obra como “una copia fea del modelo occidental”, “un eco miserable de las rebeliones y frenesíes del profeta italiano Filippo Tommaso Marinetti”. 
La ironía histórica aún mayor reside en que, desde 1915, Mijaíl Lariónov y Natalia Goncharova abandonaron Rusia para siempre, para no regresar jamás, y se dedicaron por completo a la escena artística occidental, que tanto fingían despreciar y menospreciar. El período de Lariónov, en el que impulsó revoluciones artísticas e inventó movimientos radicales, también resultó ser bastante breve, pues no duró más de cinco años. Tras llegar a Europa y comenzar a trabajar en los ballets de Diaghilev, su estilo se desradicalizó por completo, convirtiéndose en una mezcla de realismo arraigado con motivos propios de los cuentos de hadas del folclore ruso. 

## De "Cola del Burro" a "Blanco" y "Rayonismo"
En la temporada 1912/1913, el grupo dejó de usar el nombre "Cola del Burro" en sus exposiciones y organizó la exposición "Objetivo" ("Target", ru: «Мишень») en Moscú del 24 de marzo al 7 de abril de 1913. "Objetivo" exhibió obras de Larionov y Goncharova, Aleksandr Shevchenko, Mikhaïl Le Dentu, Sergey Romanovich y Kasimir Malevich, quienes optaron por afiliarse a la "Unión de la Juventud", pero continuaron colaborando con el grupo de Larionov.
En el prefacio del catálogo de la exposición "Objetivo" ("Target"), Larionov escribió: ""Objetivo" es la última exposición del ciclo concebido en 1911: La Sota de Diamantes (la primera exposición, no la sociedad), Cola del Burro y "Objetivo". Bajo todos estos nombres, un grupo de artistas actúa para plasmar las ideas que profesan en ese momento. El cambio de nombres de las exposiciones dependía de que cada una planteara nuevas tareas artísticas, que era el argumento inicial". 
El catálogo de la exposición también especifica la nueva dirección del grupo: "Hemos creado nuestro propio estilo, el rayonismo, que trata las formas espaciales y hace que la pintura sea autosuficiente y viva solo de sus propias leyes"..
El grupo de Larionov llegó a la exposición "Objetivo" en pleno proceso de desintegración, que comenzó con la ruptura ostentosa de Artur Fonvizin después de que Larionov expusiera sus obras en la exposición "Cola del Burro" de 1912 sin el consentimiento explícito del autor. Artur Fonvizin se encontraba entre los artistas más originales y ambiciosos que no quisieron tolerar el despotismo del líder del grupo, Larionov, quien solo pretendía dominar todas las exposiciones que organizaba junto con Natalia Goncharova. 
Justo antes de la exposición "Objetivo", Kazimir Malevich, Vladimir Tatlin y Aleksey Morgunov (autor del logotipo de Sota de Diamantes en 1910) eligieron ser aceptados como miembros de la "Unión de la Juventud" («Союз Молодежи»), pero si Malevich continuó colaborando con el grupo de Larionov, ocupando una "posición aislada" en él, entonces Tatlin y Morgunov rompieron completamente con sus antiguos aliados, uniéndose oficialmente a la sociedad "Sota de Diamantes" el 13 de enero de 1913. 

## Última Exposición — «N.º 4. Futuristas, Rayonistas y Primitivos», 1914»
El nombre de la exposición se debe a que fue la cuarta organizada por Larionov, después de «La Sota de Diamantes», «Cola del Burro» y "Objetivo". 
La exposición de clausura de Larionov se celebró del 23 de marzo al 23 de abril de 1914 en las instalaciones de la Sociedad de Amantes del Arte. Del antiguo grupo de seguidores afines a Larionov, solo quedaron Natalia Goncharova, Aleksandr Shevchenko, Mikhaïl Le Dentu y Kirill Zdanevich. La exposición pretendía renovar el grupo atrayendo a jóvenes promesas como Vasili Chekrygin, Iván Bobkov, Timofey Bogomazov y Vasili Kamensky, pero finalmente resultó ser la despedida de Larionov de Rusia y su vida artística. 
La exposición "N.º 4", que se convirtió en una inesperada despedida de Larionov de Rusia y su vida artística, estuvo determinada por Serguéi Diáguilev y la Primera Guerra Mundial. Durante la exposición "N.º 4", Natalia Goncharova trabajaba en la escenografía del ballet "El Gallo de Oro", que sería presentado por Sergei Diaghilev en París. Invitada por Diaghilev, Goncharova viajó a París en mayo de 1914 para preparar la escenografía, acompañada por Larionov. Permanecieron en París hasta el estallido de la Primera Guerra Mundial. Dado que Mijaíl Lariónov estaba obligado a prestar el servicio militar, regresó inmediatamente a Rusia en agosto de 1914 y fue enviado a Prusia Oriental. Sin embargo, tras un mes de combates, resultó gravemente herido y fue hospitalizado en Moscú, donde fue desmovilizado en diciembre de 1914. Al enterarse Serguéi Diáguilev, comenzó a acosar a Goncharova con telegramas instándola a que fuera a Italia y luego a Suiza para trabajar en los ballets rusos de Diáguilev. Goncharova le respondió que solo acudiría si también llamaban a Mijaíl Lariónov. Cuando Diáguilev encontró el dinero para pagar sus gastos, Goncharova y Larionov fueron en julio de 1915 a la villa alquilada por Diáguilev en Ouchy, cerca de Lausana, para trabajar en "Les Noces" y "Liturgia" (Natalia Goncharova) y "Soleil de Nuit" ("Полуночное солнце") de Nikolai Rimski-Kórsakov (Mijaíl Lariónov). 
El viaje de Mijaíl Larionov y Natalia Goncharova a Suiza en julio de 1915 resultó ser un “billete de ida”, ya que nunca volvieron a poner un pie en suelo ruso, convirtiéndose en ciudadanos franceses y residiendo hasta sus últimos días en París. 

## Galería

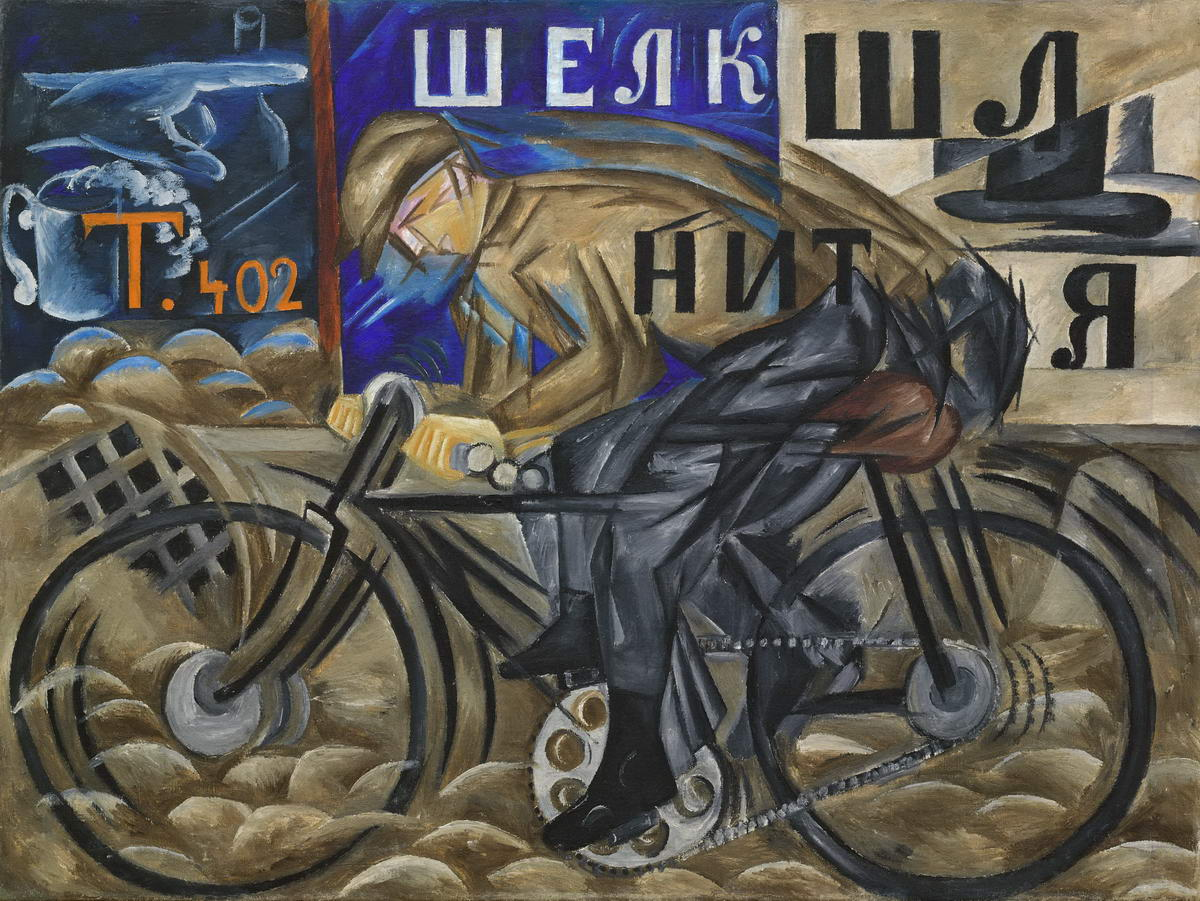
Natalia Goncharova, Ciclista, 1913
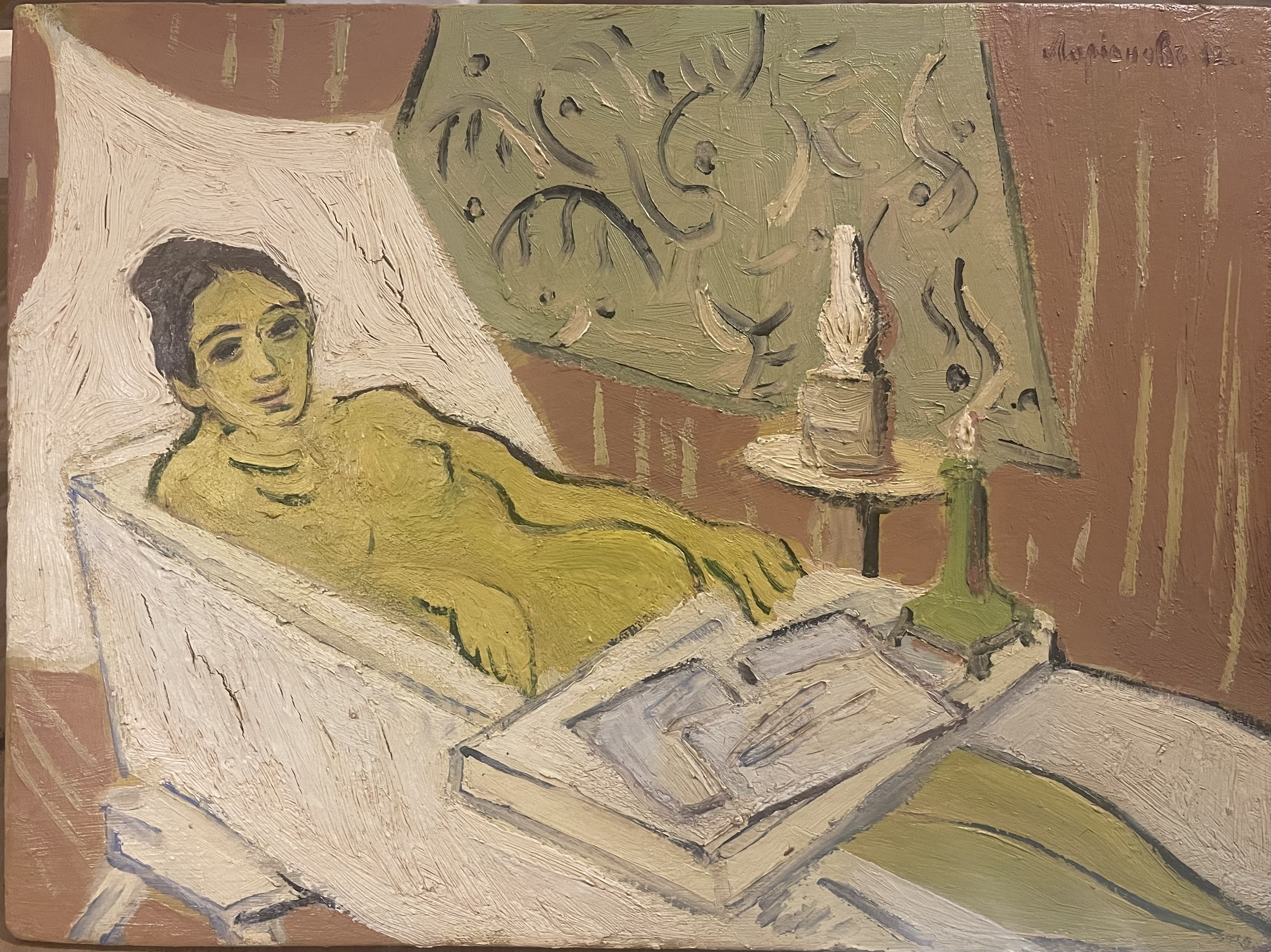
Mikhail Larionov, Estudio de la mujer,1912
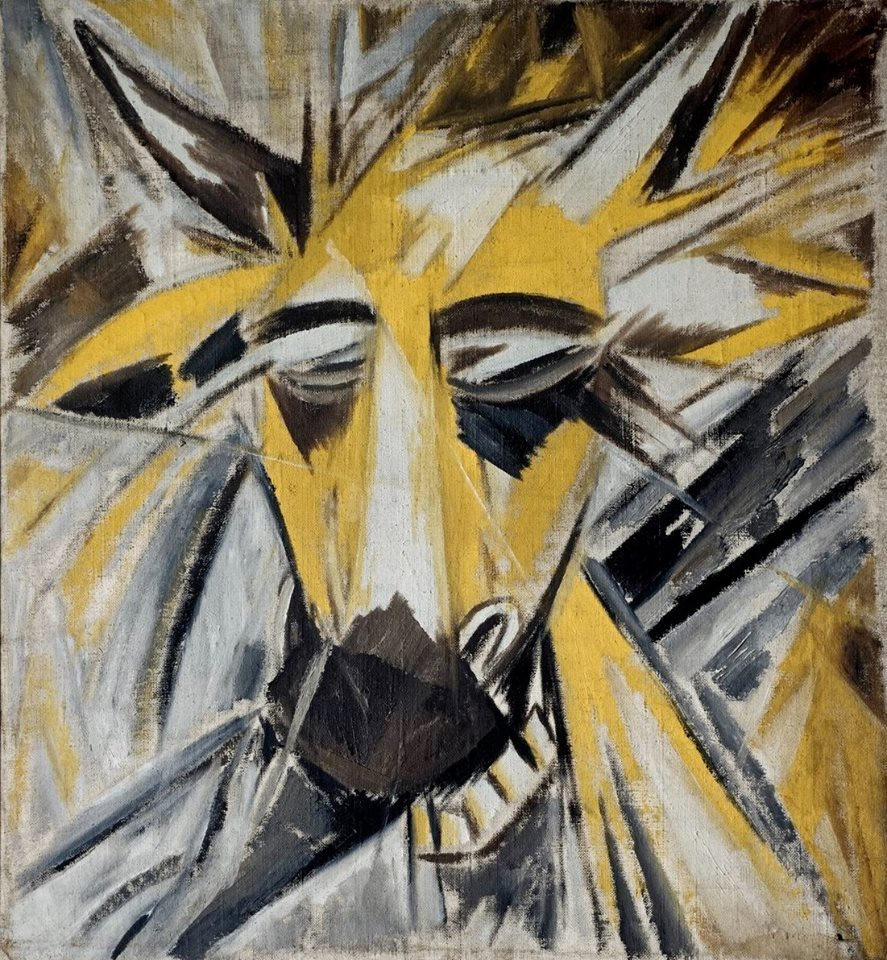
Mikhail Larionov, Cabeza de toro, 1913
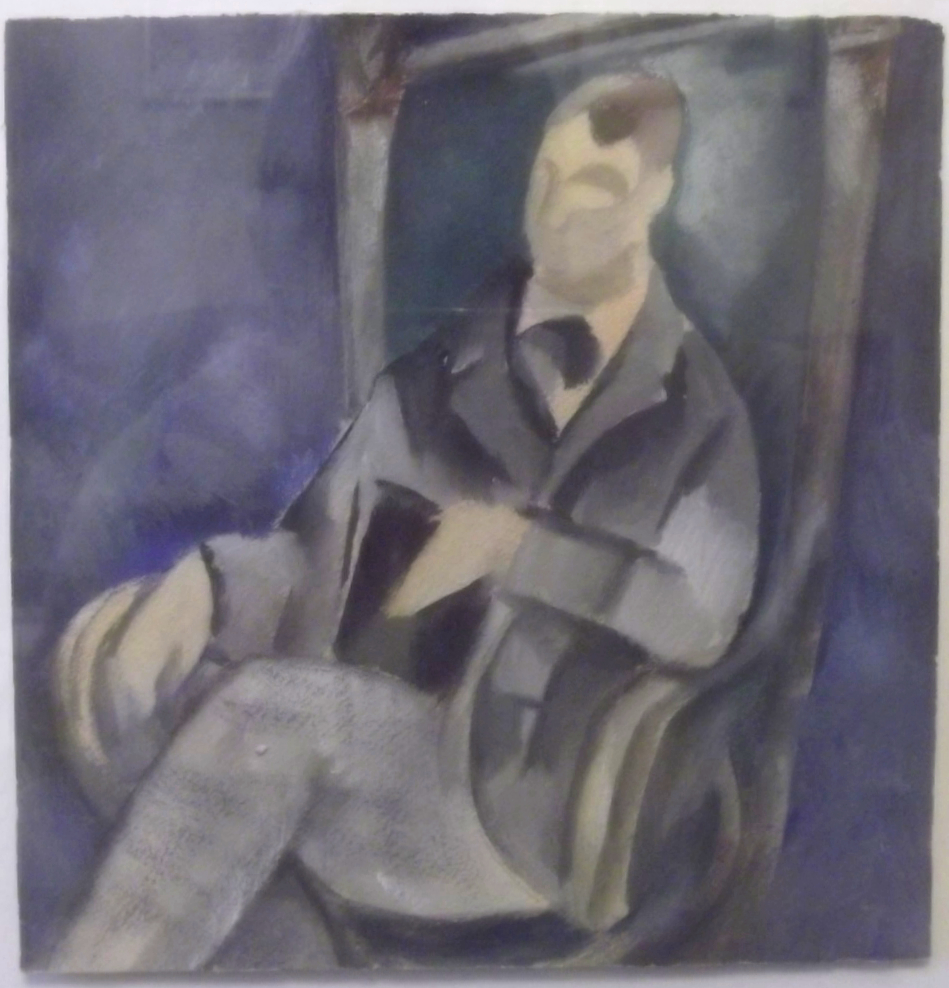
Aleksandr Shevchenko, Retrato cubista de un hombre en una silla, 1914